# Te o Tsunagou / Kindan no Karma
| Оценки критиков     | Оценки критиков |
| Источник            | Оценка          |
| ------------------- | --------------- |
| Rolling Stone Japan | [ 1 ]           |
| Billboard Japan     | Положительн.    |

«Te o Tsunagou / Kindan no Karma» (яп. 手をつなごう/禁断のカルマ Тэ о цунаго: / Киндан но карума, «Возьмёмся за руки / Запретная карма») — четвёртый мэйджор-сингл японской идол-группы Shiritsu Ebisu Chugaku. Вышел в Японии 5 июня 2013 года на лейбле Defstar Records.

## История
«Te o Tsunagō / Kindan no Karma» — двусторонний сингл (с двумя сторонами «А»). Он был издан на CD в трёх версиях: лимитированной «А», лимитированной «Б» и «Субкультурной» (обычной).
Песни «Sakura-go-round» и «Te o Tsunagou» были закрывающими темами во втором сезоне аниме-сериала «Покемон: Чёрное и Белое». «Sakura-go-round» — с 25 по 38 серию, а «Te o Tsunagou» — с 39 по последнюю и в экстра-эпизоде.

## Состав
Shiritsu Ebisu Chugaku:
Мидзуки, Рика Маяма, Нацу Анно, Аяка Ясумото, Аяка Хирота, Мирэй Хосино, Хироно Судзуки, Рина Мацуно, Хината Касиваги

## Список композиций

### Лимитированное «Покемоновское издание» («А»)
| №  | Название                                                  | Авторы(ы)                                                   | Длительность |
| -- | --------------------------------------------------------- | ----------------------------------------------------------- | ------------ |
| 1. | «Te o Tsunagō» (手をつなごう, «Возьмёмся за руки»)        | Слова: Тацуки Янаги; музыка и аранжировка: Масанори Такуми  |              |
| 2. | «Kindan no Karma» (禁断のカルマ, «Запретная карма»)       | Слова, музыка и аранжировка: Кацухико Сугияма               |              |
| 3. | «Sakura-go-round» (サクラ・ゴーラウンド Сакура Го:раундо) | Слова: Акихико Тода; музыка и аранжировка: Хирокадзу Танака |              |
| 4. | «Te o Tsunagō (Less Vocal)»                               |                                                             |              |
| 5. | «Kindan no Karma (Less Vocal)»                            |                                                             |              |
| 6. | «Sakura-go-round (Less Vocal)»                            |                                                             |              |

### Лимитированное «Карменное издание» («Б»)
| №  | Название                         | Автор(ы)                                     | Длительность |
| -- | -------------------------------- | -------------------------------------------- | ------------ |
| 1. | «Te o Tsunagou» (手をつなごう)   |                                              |              |
| 2. | «Kindan no Karma» (禁断のカルマ) |                                              |              |
| 3. | «Lon de Don»                     | Слова, музыка и аранжировка: Такэси Исодзаки |              |
| 4. | «Te o Tsunagō (Less Vocal)»      |                                              |              |
| 5. | «Kindan no Karma (Less Vocal)»   |                                              |              |
| 6. | «Lon de Don (Less Vocal)»        |                                              |              |

### «Субкультурное издание» (обычное)
| №  | Название                         | Автор(ы)                                                     | Длительность |
| -- | -------------------------------- | ------------------------------------------------------------ | ------------ |
| 1. | «Te o Tsunagou» (手をつなごう)   |                                                              |              |
| 2. | «Kindan no Karma» (禁断のカルマ) |                                                              |              |
| 3. | «Another Day»                    | Слова: Фуми; музыка: Хаяси, Фуми; аранжировка: Хаяси Хироюки |              |
| 4. | «Te o Tsunagō (Less Vocal)»      |                                                              |              |
| 5. | «Kindan no Karma (Less Vocal)»   |                                                              |              |
| 6. | «Another Day (Less Vocal)»       |                                                              |              |

## Чарты
| Чарт (2013)                 | Наив. поз. |
| --------------------------- | ---------- |
| Oricon Daily Singles Chart  | 2          |
| Oricon Weekly Singles Chart | 5          |